# Горский, Иван Константинович
Ива́н Константи́нович Го́рский (30 мая 1921, Улла, Витебская губерния — 11 июля 2011, Беларусь) — советский и российский литературовед, специалист по польской литературе.

## Биография
Участник Великой Отечественной войны. В марте 1943 был тяжело ранен.
Окончил филологический факультет Московского государственного университета (1949). В том же году поступил в аспирантуру.
С 1950 печатал статьи и книги, преимущественно по истории польской литературы, в академической печати, а также в газетах («Учительская газета», «Советский флот»), в сборниках «Славяне и Запад. Сборник статей к 70-летию И. Ф. Бэлзы» (М., 1975), «Писатели народной Польши» (М., 1976), «Реализм в литературах стран Центральной и Юго-Восточной Европы» (М., 1983).
Кандидатскую диссертацию «Черты реализма в творчестве Юлия Словацкого» защитил в 1953.
Докторская диссертация (1967) — «Исторический роман Сенкевича» (опубликована 1966). Работал в Институте славяноведения и балканистики АН СССР.

## Научная деятельность
Основные работы посвящены польской литературе, проблемам литературных связей и сравнительного изучения литератур, также дантологии и истории русского литературоведения. Один из авторов «Истории польской литературы» (т. 1, 1968) и книги «Академические школы в русском литературоведении» (1975). Написал несколько десятков статей по польской литературе для Краткой литературной энциклопедии, Большой советской энциклопедии, Малой советской энциклопедии.
Публиковал в советской академической печати рецензии на книги польских литературоведов Станислова Пигоня, Алины Нофер, Ярослава Мацеевского, Мечислова Инглёта и многих других, также работы белорусских, российских, украинских учёных.

## Сочинения
- Черты реализма в творчестве Юлия Словацкого. Москва, 1953.
- Творческий путь Ежи Путрамента. — Современная польская литература. Москва, 1953.
- Адам Мицкевич. Москва, 1955.
- Польский исторический роман и проблема историзма. Москва, 1963.
- Исторический роман Сенкевича. Москва, 1966.
- Крашевский и Данте. — Дантовские чтения. (Т. 1). Москва, 1968.
- Данте и некоторые вопросы исторического развития Италии в трудах и высказываниях А. Н. Веселовского. — Дантовские чтения. (Т. 2). Москва, 1973.
- Александр Веселовский и современность. Москва, 1975.
- O Sienkiewiczu i Wiesiełowskim. Przekład Mirosław Czertowicz. Warsazawa: Państwowe Wydawnictwo Naukowe, 1986. ISBN 83-01-06463-3.